# Liberális Katolikus Egyház
 A liberális katolikus kifejezés több mindent sugallhat, vonatkozhat a modern nézetű katolikus csoportokra vagy az e cikkben tárgyalt liberális mozgalomra is!
A Liberális Katolikus Egyház (angol: Liberal Catholic Church, LCC) és a liberális katolikus mozgalom kifejezéseket számos független katolikus irányzat használja szerte a világon, amelyek igyekeznek ötvözni a hagyományos katolikus szentségi rendszert a hit szabadságával, a reinkarnációval és a teozófiai elképzelések iránti nyitottsággal. Olyan független katolikus közösségek vagy mozgalmak sorolhatók ide, amelyeket nem ismer el az Apostoli Szentszék, és amelyek nincsenek közösségben az utrechti vagy scrantoni ókatolikusokkal sem.

## Nézeteik
A liberális katolikus felekezetek a gnosztikus irányzatok közé tartoznak. Ezek olyan új alapítású egyházak, amelyek gnosztikus eszmékre hivatkoznak, és gyakran ellentmondanak a hagyományos kereszténység nézeteinek. 
Úgy vélik, hogy létezik egy olyan tan és misztikus tapasztalat, amely a világ összes nagy vallásában közös, és amely nem tekinthető egynek sem (így a kereszténységnek sem) a kizárólagos tulajdonának. Bár keresztény egyháznak tekinti magát, mindazonáltal azt vallja, hogy a világ többi nagy vallása is isteni ihletésű, és mindegyik nagy vallás közös forrásból származik, bár a különböző vallások ennek a tanításnak más-más aspektusát hangsúlyozzák.
Általában nyitottak a keresztény teozófia és a társszabadkőművesség ezoterikus tanaira, de egyesek elutasítják az ezoterikus kereszténységet.
A mozgalomhoz tartozó egyházak nem követelik meg a tagoktól, hogy ragaszkodjanak egy közös hitvallásokhoz, megengedik az egyéni lelkiismeretet. A mozgalomban sokan elfogadják a purgatórium fogalmát, a mise liturgiájában pedig a pap imádkozhat a halottakért. A mozgalomban néhány közösség nyitott a reinkarnációra is, ahogy felkarolják a teozófiát, a hinduizmus vagy a buddhizmus tanait. Szellemi és vallásszabadság van, valamint természetes egyensúly a szertartásos istentisztelet, az odaadó törekvés, a tudományos ideológiák és a misztikus gondolkodás között. A weblapjuk alapján a különbség a Liberális Katolikus Egyház és az összes többi katolikus és protestáns egyház között az, hogy a Liberális Katolikus Egyház az ősi szentségimádást kínálja a legszélesebb körű szellemi szabadság és az egyéni lelkiismeret tisztelete mellett.
Az amerikai Liberális Katolikus Egyház tanai:
- A liberális katolikus egyház Isten végtelen, örök, transzcendens és immanens létezését tanítja. Ő az egyetlen esszencia, amelyből a létezés minden formája származik. „Őbenne élünk, mozgunk és vagyunk” (ApCsel 17:28).
- Isten univerzumában egy Szentháromságként jelenik meg, amelyet a keresztény vallásban Atyának, Fiúnak és Szentléleknek neveznek, három személy egy Istenben, egyenrangú és együtt örökkévaló; az Atya a mindenség teremtője, a Fiú az Ige, aki testté lett és közöttünk lakott, a Szentlélek az éltető, sugalmazó és megszentelő.
- Az ember szellem, lélek és test együttese. Az ember lelke, amely Isten képmására készült, lényegét tekintve isteni. Ezért nem szűnhet meg létezni; örök, és jövője olyan, amely dicsőségének és pompájának nincs határa.
- Krisztus mindig hatalmas szellemi jelenlétként él a világban, vezeti és támogatja népét. A benne megnyilvánuló istenség fokozatosan bontakozik ki mindannyiunkban, mígnem mindenki el nem jut „Krisztus teljességének mértékéhez” (Ef. 4:13).
- A világ egy rendezett terv színtere, amely szerint az ember szelleme azáltal, hogy az élet és tapasztalat különböző körülményei között ismételten megnyilvánul, folyamatosan kibontakoztatja erejét. Ez a lelki kibontakozás az ok és okozat sérthetetlen törvénye alatt megy végbe. „Amit vet az ember, azt aratja is” (Gal. 6:7). Minden egyes fizikai inkarnációban tett tettei nagymértékben meghatározzák a halál utáni tapasztalatait a köztes világban (vagy a megtisztulás világában) és a mennyei világban, és nagyban befolyásolják következő születésének körülményeit. Az ember egy láncszem egy hatalmas életláncban, amely a legmagasabbtól a legalacsonyabbig terjed. Ahogyan az alatta lévőket segíti, úgy segítik őt azok is, akik felette állnak az élet létráján, így kapva a kegyelem ajándékát. Létezik egy angyali szolgálat, akik Isten szeretetét és éltető energiáját továbbítják evolúciós tervének minden részére.
- Etikai kötelességeink vannak önmagunkkal és másokkal szemben. „Szeresd az Urat, a te Istenedet teljes szívedből, teljes lelkedből és teljes elmédből. Ez az első és nagy parancsolat, és a második is hasonló ahhoz, hogy szeresd felebarátodat, mint önmagadat. Ezen a két parancson függ az egész törvény és a próféták (Mt 22:37-40). Kötelességünk megtanulni felismerni magunkban és másokban az isteni fényt; azt, „amely minden embert megvilágosít”. (János 1:9). Mivel Isten gyermekei vagyunk, mindannyian elválaszthatatlanul összetartozunk, egymás testvérei vagyunk.

Aki egynek árt, az mindenkinek árt. Ennélfogva kötelességünk Istennek, mind magunkban, mind másokban, hogy a bennünk rejlő legmagasabb értékek szerint élni, ezáltal lehetővé téve, hogy a belső Isten még tökéletesebben megnyilvánuljon életünkben; és felismerni az egész emberiség egységét az önzetlenség felé tett állandó erőfeszítéssel, embertársaink szeretetével, figyelmével és szolgálatával. Az emberiség szolgálata, minden élet tisztelete és az alsóbb én feláldozása a magasabb énnek, ezek a lelki növekedés feltételei.
- Krisztus különféle szentségeket alapított, amelyekben külső és látható jel által belső és lelki kegyelem adatik számunkra. A Liberális Katolikus Egyház elismeri és kiszolgáltatja a hét hagyományos szentséget, amelyeket Krisztus áldása csatornáinak tekintenek. Ezek a következők: keresztség, bérmálás, eucharisztia, feloldozás, bűnbocsánat, házasság és szent rend.